# 보든섬

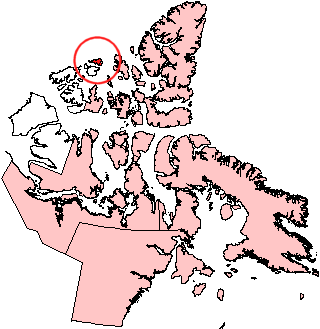

보든섬(Borden Island)은 캐나다 북부 퀸엘리자베스 제도의 무인도이다. 행정 구역 상 누나부트 준주와 노스웨스트 준주에 걸쳐 있으며 특히 후자의 최북단이 이 섬이다. 면적은 2,795km2로 캐나다에서 30번째로 크다.
1916년 빌햐울뮈르 스테파운손이 처음 발견했으나 당시 매켄지킹섬과 떨어진 독자적인 섬임을 인지하지 못했으며, 1947년 캐나다 왕립 공군의 항공 측량으로 특정되었다. 명칭은 캐나다 전 총리 로버트 보든의 이름을 따서 지어졌다.